# Monumento naturale Scala di San Giorgio di Osini
Il monumento naturale Scala di San Giorgio di Osini è un'area naturale protetta della regione Sardegna istituita nel 1994. 
Occupa una superficie di 3,68 ha nella subregione barbaricina dell'Ogliastra, nella provincia di Nuoro.

## Tradizione
Come attestato dalla prima fonte agiografica (Legenda Sanctissimi Georgii Presulis Suellinsis) scritta da Paolo nel 1117, la gola sarebbe stata aperta da un miracolo del Vescovo San Giorgio, primo titolare dell’antica Diocesi di Suelli.
In occasione di una visita pastorale a Osini, giunto ai piedi di un monte impenetrabile, pensando soprattutto ai disagi dei poveri viaggiatori, elevò una preghiera a Dio e miracolosamente nel monte si aprì uno stretto varco che rendeva più breve e facile il cammino. Il varco prese simbolicamente il suo nome per ricordarne il passaggio: la “Scala di San Giorgio”.
Nei suoi pressi, inoltre, fece scaturire una sorgente d’acqua per alleviare ulteriormente le fatiche dei viandanti.
In onore di questi miracoli, gli Osinesi edificarono, ai piedi della montagna della Scala di San Giorgio, una chiesetta campestre a lui intitolata e risalente, secondo alcuni studiosi, al 1300.